# 瘋狂科學家

一張表現刻板印象中的瘋狂科學家的圖像：男性、年老、歪牙、凌亂的頭髮、實驗室白袍、試管、護目鏡、手套和誇張的肢體動作。

瘋狂科學家、怪博士或瘋狂教授，是敘事中的一個定型角色，他們被描述為在旁人眼中有著異於大眾的思維模式與變幻莫測的性格，熱衷於禁忌的實驗，個性傲慢且瘋狂。作為一個故事中的角色，瘋狂科學家可能是反派的首領或參謀（邪惡的天才），中性或善良的角色，可能罹患精神病，經常擺弄著虛構的古怪設備，有些則不重視人類、試圖扮演上帝的角色。有些瘋狂科學家雖然有著善良的意圖，但因為手段過於危險或可疑而成為反派。

## 歷史

### 原型
典型的虛構瘋狂科學家角色是維多·法蘭克斯坦，他是《科學怪人》裡製造出弗兰肯斯坦的怪物的科學家，雖然法蘭克斯坦是個有同情心的人，但他觸碰了不該越過的禁忌，以煉金術和當代科技製造出怪物。這部1818年的作品因此被視為科幻小說之祖和哥德式恐怖小說的例子。
H·G·威爾斯在1896年出版的《莫洛博士島》描述了一名表面上是醫師，暗地裡卻透過解剖和重組進行將將動物組合成人形的實驗。

### 電影中的形象

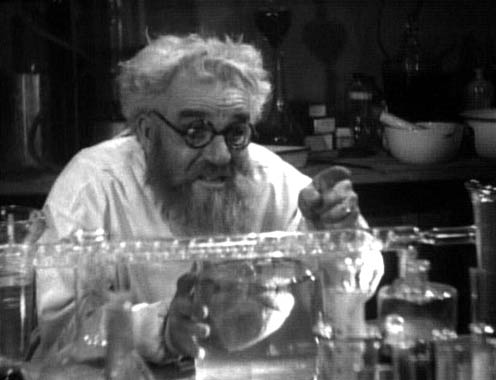
在1934年的電影《Maniac (1934 film)》中，赫拉斯·B·卡本特扮演試圖將死者復活的Dr. Meirschultz。

弗里茨·朗把瘋狂科學家這個角色原型帶進了電影《大都會》裡，科學家洛宏受託製造出機器人煽動工人暴動，洛宏身處火花、冒泡裝置和複雜的控制台中的場景影響了諸多後世的電影。洛宏由Rudolf Klein-Rogge飾演，雖然他掌握了神秘的科學，但卻仍對於權利和報復抱持渴望，他紛亂的頭髮、突出的眼睛、類法西斯式的實驗室服裝和機械右臂都被用做瘋狂科學家的形象。

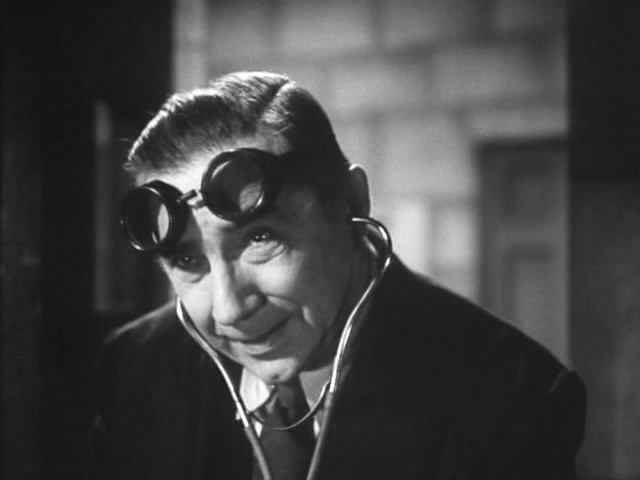
電影《惡魔蝙蝠》中由Bela Lugosi扮演的Dr. Paul Carruthers，他是個操控大蝙蝠攻擊自己的雇主的科學家。

在一項對於1930年代至1980年代裡的一千部恐怖電影的調查顯示，在30%的電影裡，瘋狂科學家或科學家的發明擔任電影反派，在39%的電影裡科學研究產生了威脅，在11%的電影中，科學家是英雄人物。

### 二戰後的形象
在第二次世界大戰後，流行文化中的瘋狂科學家開始和納粹主義掛勾，他們在納粹的支援下進行人體實驗，相關的元素包括以約瑟夫·門格勒為原型、從事原子彈實驗等。

## 另見
- 科妄
- 自戀型人格疾患
- 《命運石之門》